# Bürenkhaan, Khentii
Bürenkhaan (tiếng Mông Cổ: Бүрэнхаан) là một thị trấn ở sum Norovlin, tỉnh Khentii, miền đông Mông Cổ. Nó nằm cách trung tâm sum khoảng 40 km về phía tây bắc.